# Hestiasula javana
Hestiasula javana är en bönsyrseart som beskrevs av Max Beier 1929. Hestiasula javana ingår i släktet Hestiasula och familjen Hymenopodidae. Inga underarter finns listade i Catalogue of Life.